# Mittwoch is’ er fällig
Mittwoch is’ er fällig ist das 1995 veröffentlichte dritte Studioalbum der Berliner Popband Rosenstolz. Das Album enthält zwölf Songs. Lachen und Mittwoch is’ er fällig wurden als Singles ausgekoppelt. 

## Hintergrund
„Mittwoch is’ er fällig“ ist das letzte Album, das Rosenstolz beim Berliner Indie-Label Traumton veröffentlichten. Später folgte ein Wechsel zu Polydor. Mittwoch is’ er fällig war die erste eigene Albumproduktion von Peter Plate.
Am 20. Februar 1995 erschien vorab die gleichnamige Singleauskopplung, zu der auch ein Musikvideo gedreht wurde. Hintergrund für das Lied war die Erzählung einer Bekannten, sie sei hinter einem Mann her, der sie einfach nicht beachte. Am Ende meinte sie: „Aber eins sag ich euch, Mittwoch is’ er fällig“. Am 15. Mai 1995 folgte dann die Albumveröffentlichung. Die CD schaffte keinen Einstieg in die deutschen Top-100.
Am 18. September 1995 erschien als zweite und letzte Single „Lachen“. Auch hierzu wurde ein Musikvideo gedreht. An dem Tag, als Peter Plate das Lied „Lachen“ schrieb, erlag die Berliner Gospelsängerin Melitta Sundström, mit der Rosenstolz einige gemeinsame Auftritte hatte, den Folgen der Immunschwächekrankheit Aids. „Lachen“ handelt von der Auseinandersetzung mit dem Thema Aids und um den Verlust eines liebgewonnenen Menschen. Plate äußert sich in dem Buch Lieb mich, wenn du kannst, nimm mich, nimm mich ganz folgendermaßen dazu: „Dieses Thema berührt mich und weckt die schlimmsten Erinnerungen in meinem Leben. Die Angst vor HIV und Aids, davor, dass es dich trifft oder deine Freunde, ist die größte, die ich habe. Diese Angst ist sehr real und in der schwulen Szene und meinem Freundeskreis nicht zu verdrängen. Für mich ist es nicht gleichbedeutend mit Tod, heißt nicht automatisch Trauer und Traurigsein. Ich wünsche mir, dass wir mit Rosenstolz etwas tun können im Kampf gegen Aids, und wenn es nur das Herumreichen einer Spendenbüchse ist.“
Das Album thematisiert vorwiegend sexuelle Themen, die sich in den Songs „Beisse mich“, „Sanfter Verführer“ oder „Sei mein Gott“ widerspiegeln. Zudem enthält es eine Cover-Version des Hildegard Knef Songs „Ich zieh mich an (und langsam aus)“.
Das Lied „Morgenlicht“ war eigentlich fürs Album vorgesehen. Schlussendlich wurde es nur auf der streng limitierten CD „Sanfter Verführer“ veröffentlicht und erschien später 2000 in abgeänderter Form als Single „Kinder der Nacht“. 2007 erschien eine Neuauflage des Albums.

## Titelliste
| #   | Titel                               | Länge |
| --- | ----------------------------------- | ----- |
| 1.  | Frauen schlafen nie                 | 2:48  |
| 2.  | Lachen                              | 4:17  |
| 3.  | Beisse mich                         | 3:52  |
| 4.  | Mittwoch is’ er fällig              | 2:55  |
| 5.  | Mondkuß                             | 4:50  |
| 6.  | Bitte geh' nicht fort               | 3:45  |
| 7.  | Traum vom Fliegen (März)            | 3:04  |
| 8.  | Sei mein Gott                       | 4:30  |
| 9.  | Sanfter Verführer                   | 3:17  |
| 10. | Ich zieh' mich an (und langsam aus) | 2:53  |
| 11. | Mann im Ohr                         | 2:50  |
| 12. | Samstags                            | 4:26  |

## Singleauskopplungen
- 1995: Mittwoch is’ er fällig
- 1995: Lachen